# Минас Жерайс (линеен кораб, 1908)
Минас Жерайс (на португалски: Minas Gerais) е линеен кораб на ВМС на Бразилия. Главен кораб на едноименния проект линейни кораби. Носи името си в чест на бразилския щат Минас Жерайс.

## Строителство
Заложен е на 17 април 1907 г. по проекта 494А в Елсуик в корабостроителницата на Армстронг. На 10 септември 1908 г. е спуснат на вода, след което до януари преминава дострояването на кораба на вода. На 6 януари 1910 г. е включен в състава на Бразилските ВМС.
Извършва преход от Англия към Бразилия, след което на кораба избухва метеж.

## История на службата
На 24 октомври 1917 г. Бразилия встъпва в Първата световна война. Съюзникът от Антантата Англия се обръща към правителството на Бразилия с молба да изпрати бразилските линкори в Северно море, за да действат съвместно с Гранд Флийт. Но линкорът се намира в много лошо техническо състояние, и е взето решение за неговата модернизация в САЩ.
Линкорът „Минас Жерайс“ е изпратен в САЩ, където в Ню Йорк преминава неговата модернизация до 1921 г. В хода на модернизацията е намалена противоминната артилерия на кораба (до 10x1 120 mm оръдия), заменени са приборите за управление на огъня.

### Модернизация
В периода 1934 – 1938 година в корабостроителница в Рио де Жанейро „Минас Жерайс“ преминава основна модернизация. Комините са демонтирани и заменени с един по-голям. Модернизирано е въоръжението: поставени са още две 120-мм оръдия, четири 102-мм зенитки и като тяхно допълнение четири 40-мм зенитни автомата.
Силовата установка получава с шест нови нефтени котела „Торникфорт“. След модернизацията на силовата установка линкорът има следните характеристики: мощност – 30 000 к.с., скорост – 22 възела, запас гориво – 2200 тона нефт, численост на екипажа – 1131 души.

### Последваща служба
По време на Втората световна война линкорът носи служба в порт Салвадор (Баия). След войната, през 1952 г., е изключен от състава на флота.
През 1953 г. италианска фирма купува „Минас Жерайс“ за разкомплектоване за метал. От 11 март до 22 април 1954 г. той извършва преход на буксир до Специя, където е утилизиран.

## Галерия
- Моряци на палубата на линкора „Минас Жерайс“. Снимката е направена предположително по време на визитата на кораба в САЩ през 1910 г.
- Линкорът „Минас Жерайс“
- „Минас Жерайс“ през 1910 г.
- „Минас Жерайс“ след първата модернизация. Палубата и кулите са покрити с навеси срещу слънцето.
- „Минас Жерайс“ през 1942 г. В хода на втората модернизация 18 въглищни котела са заменени с 6 нови нефтени, което позволява да се премахне втория комин.